# Giovanni De Paoli
Giovanni De Paoli (fl. XX secolo) è stato un calciatore italiano, di ruolo attaccante.

## Carriera
È stato uno dei pionieri del calcio pavese, disputando i primi due campionati ufficiali del Pavia e tutti i tornei disputati prima del primo conflitto mondiale. Nel dopoguerra nel 1920-1921 ha fatto parte con Cazzani e Sfondrini della Commissione tecnica che ha allenato la squadra. Aveva esordito nella prima storica partita del Pavia il 4 gennaio 1914, Pavia-Ausonia Pro Gorla (4-0), bagnando l'esordio suo e della società con una doppietta.